# Mačkovac (gmina Gradiška)
Mačkovac (cyr. Мачковац) – wieś w Bośni i Hercegowinie, w Republice Serbskiej, w gminie Gradiška. W 2013 roku liczyła 266 mieszkańców.